# 143 a.C.

## Eventos
- Ápio Cláudio Pulcro e Quinto Cecílio Metelo Macedônico, cônsules romanos.
- Irrompe a Terceira Guerra Ibérica na Península Ibérica.
- Décimo ano da Guerra Lusitana na Península Ibérica.